# 16 Original Hits (Otis Redding)
16 Original Hits è un album raccolta di Otis Redding, pubblicato dalla Fonit Cetra nel 1991.

## Tracce
1. Mr. Pitiful – 2:33 – Alternate version
2. Respect – 1:49 – Alternate version
3. Fa-Fa-Fa-Fa-Fa (Sad Song) – 2:40
4. Tramp – 3:01
5. (Sittin' on) The Dock of the Bay – 3:07 – Take 1
6. The Happy Song – 2:43
7. Lovey Dovey – 2:35
8. Shake – 2:33
9. Satisfaction – 5:02
10. Papa's Got a Brand New Bag – 5:00
11. Pain in My Heart – 2:37
12. I've Got Dreams to Remember – 3:35
13. That's How Strong My Love Is – 2:26
14. I've Been Loving You Too Long – 3:15
15. My Girl – 2:52
16. Amen – 3:03